# Euphorbia invenusta
Euphorbia invenusta är en törelväxtart som först beskrevs av Nicholas Edward Brown, och fick sitt nu gällande namn av Peter Vincent Bruyns. Euphorbia invenusta ingår i släktet törlar, och familjen törelväxter.
Artens utbredningsområde är Kenya.

## Underarter
Arten delas in i följande underarter:
- E. i. angusta
- E. i. invenusta

## Bildgalleri

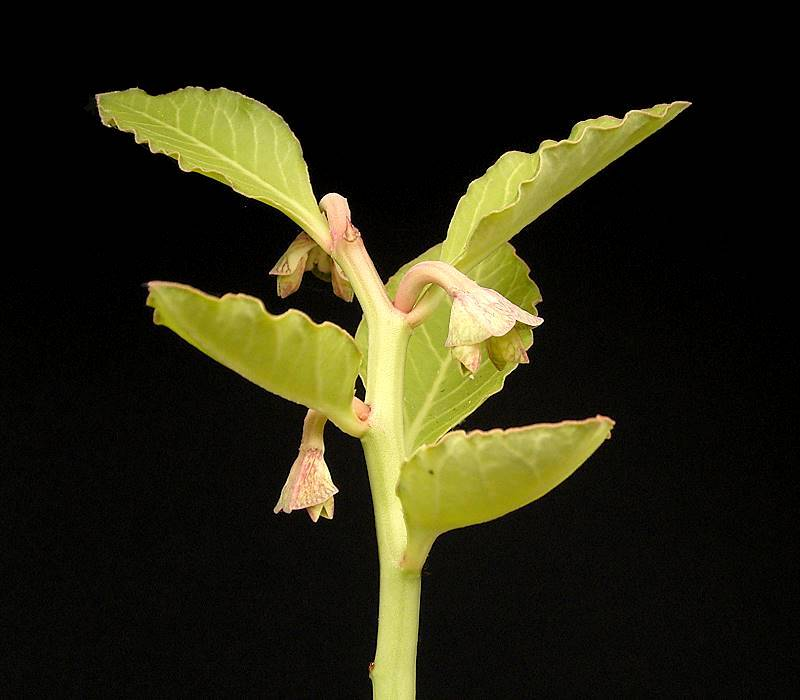